# 日産・GTP ZX-T
日産・GTP ZX-Tは、IMSA GT選手権参戦用にアメリカ・エレクトラモーティブ社が1985年から1990年にかけて使用したIMSA-GTPマシン。エンジンはフェアレディZ（アメリカでの名称は300ZX）用3リッターV型6気筒ターボのVG30エンジンをチューンして搭載した。 

## 概要

### シャシー
1985年、フェアレディZの改造車でIMSA-GT選手権（IMSA）のIMSA-GTOクラスに参戦していたエレクトラモーティブが、IMSA-GTPクラスへの参戦にあたり使用したマシンがGTP ZX-Tである。このマシンのシャシーはローラ・T810だった。参戦初年度はエレクトラモーティブ創始者のドン・デベンドーフがドライバーを務めた。翌1986年には鈴鹿美隆により修正を加えられたボディが投入された。
1988年、外観はほぼ同じながらエレクトラモーティブにより製作されたオリジナルのマシンが投入された。マシン名称はGTP ZX-Tから変更されなかったが、初期のモデルと区別するため、このマシンを特にGTP ZX-T88と呼ぶこともある。

### エンジン
VG30をベースとし、2バルブSOHCという構成は生産車と同じだった。内部部品は数多く置き換えられているが、シリンダーブロックとヘッドはほぼ生産車用のままだった。エンジンコントロールユニットは、エレクトラモーティブのオリジナルだった。

## 戦績
ZX-T88のデビュー戦は1988年IMSA第2戦マイアミGP。このレースではポールポジションを獲得するも決勝はトラブルで8位に終る。第3戦セブリング12時間を欠場した後、第4戦ロードアトランタで初勝利。以降第11戦シアーズポイントまでIMSA新記録の8連勝を達成する。この年参戦した12戦中9勝の圧倒的強さでジェフ・ブラバムをドライバーズタイトルに導くも、クラシック耐久のデイトナとセブリングを欠場したこと、ポルシェに対して台数の劣勢から、メイクスタイトルを取り逃す。
翌1989年はデイトナ24時間とセブリング12時間にも参戦。デイトナは終盤までトップを快走するもリタイヤに終るが、同じく初出場のセブリング12時間では日本のメーカー（ブランド）としては初めて優勝することとなる。この年はドライバー（ジェフ・ブラバム）、メイクスの二冠に輝く。
1990年はデイトナに参戦するがリタイヤ。セブリングは2年連続で制覇する。この年からプライベーターにも供給を開始した。シーズン途中で新型のNPT-90に切り替わり使命を終える。

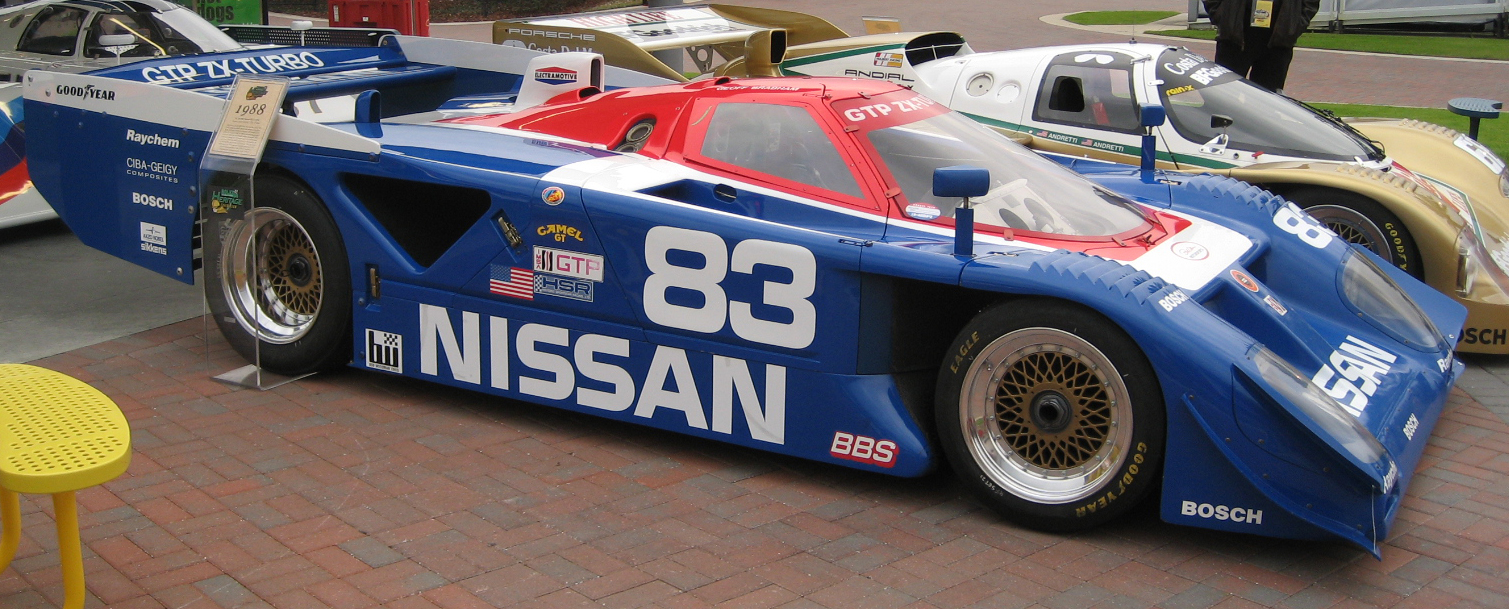
サイドビュー
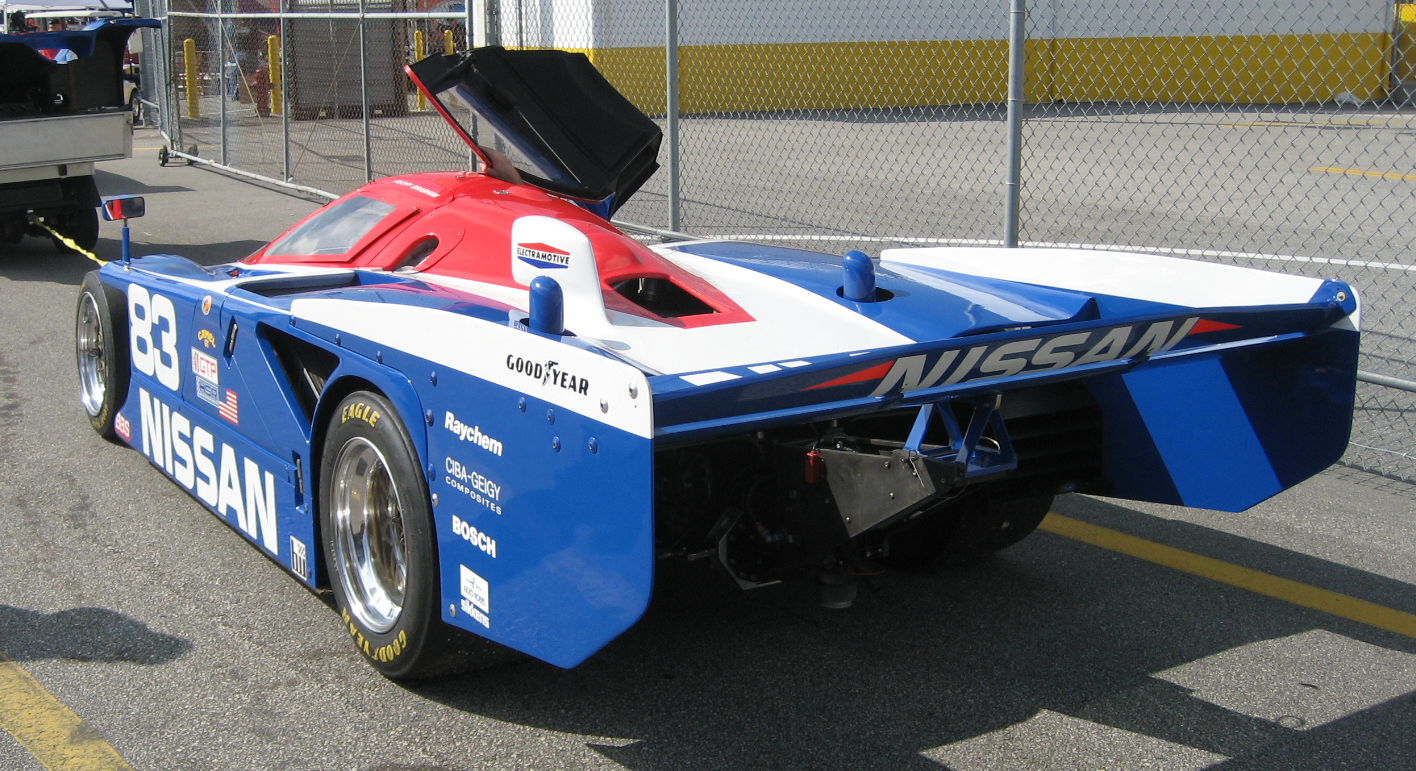
リヤビュー
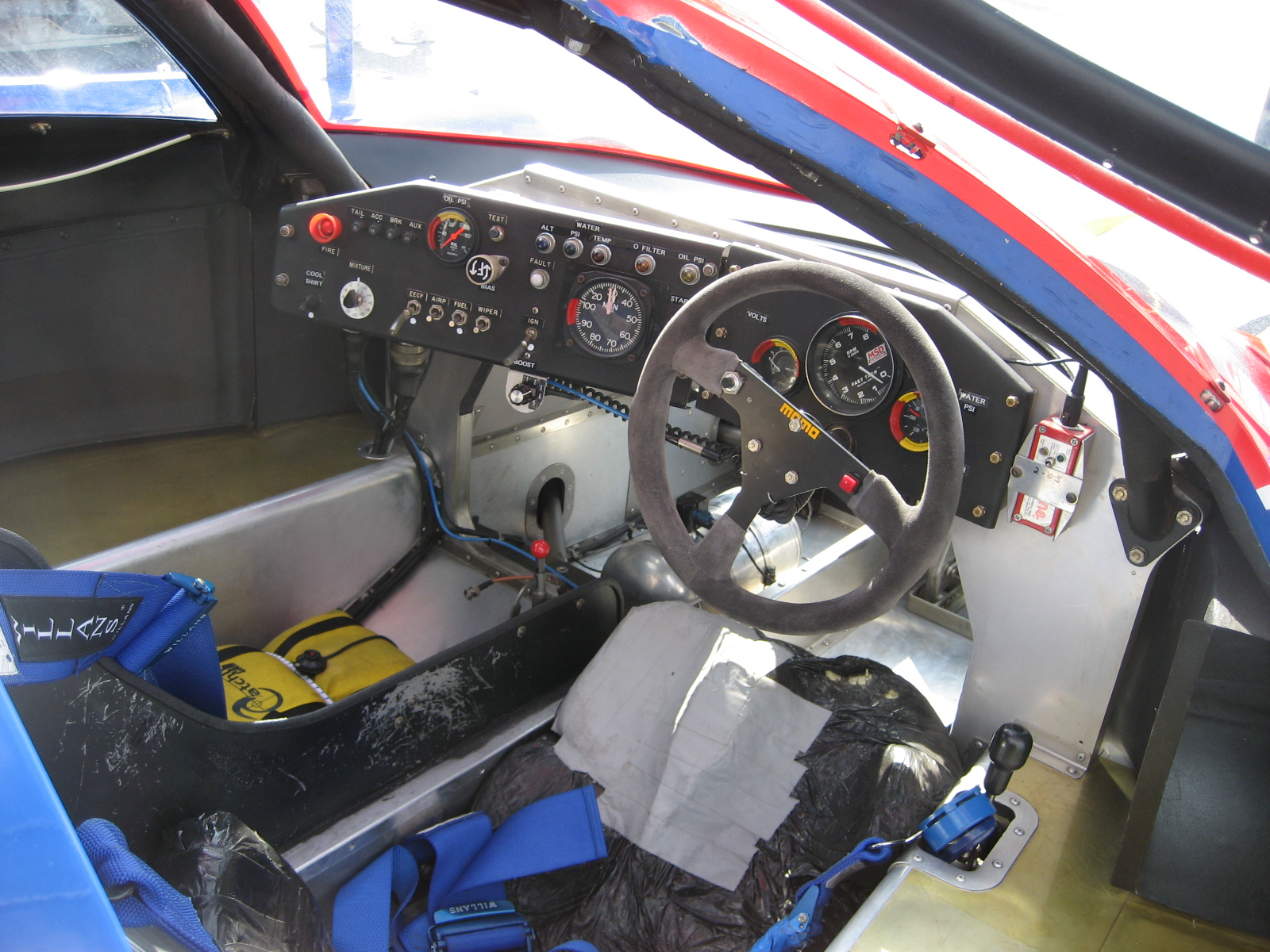
コックピット
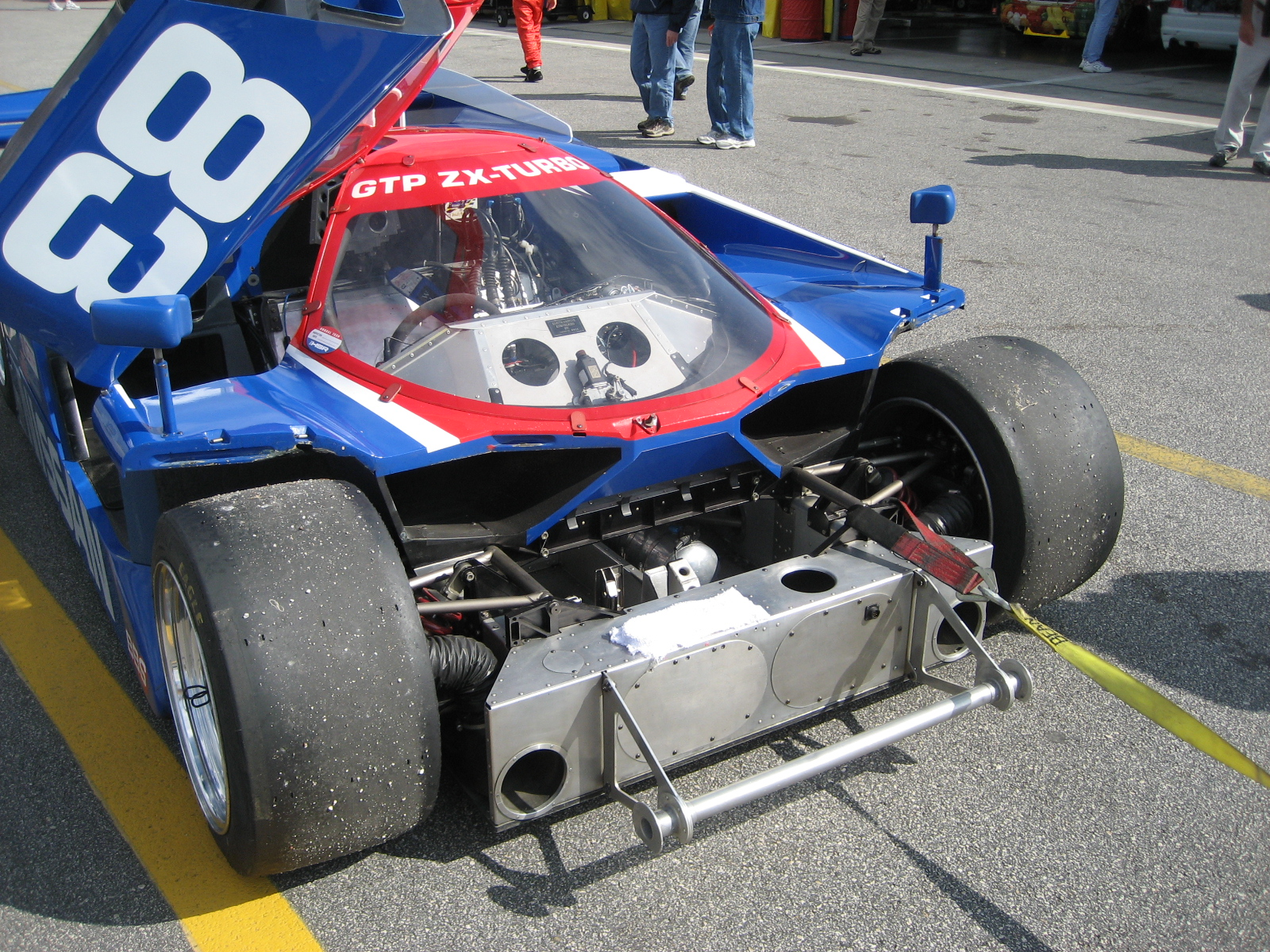
ノーズを外した状態